# سغراتي
سغراتي (Segrate) مدينة إيطالية في مقاطعة ميلانو بإقليم لومبارديا شمال البلاد. يبلغ عدد قاطنيها 33373 ساكن ومساحتها 17.44 كيلومتر مربع.

## السكان
في سنة 1861 بلغ عدد السكان 1٬991 نسمة، وتطور العدد ليصل في سنة 2011 لـ 33٬519 نسمة.
يظهر هذا المخطط البياني تطور النمو السكاني لـ سغراتي

## أعلام
- اجوستينو كاميليانو
- فيديريكو أنجيولي